# Ален II д’Авогур
Ален II д’Авогур (фр. Alain II d'Avaugour; до 1235 — или 27 сентября до 1267) — наследник сеньорий Гоэлё и Авогур, сеньор де Динан с 1238, старший сын Анри II, графа де Пентьевр и Трегье, сеньора де Гоэль, де Динан и д’Авогур, и Маргарита де Майенн, дочери Жюля II, сеньора де Майенн.

## Биография
В 1238 году скончалась бабка Алена Гервеза де Динан, мать его матери Маргариты де Майенн, а затем, в 1256 году дочь Гервезы Изабелла, после чего Алену досталась южная часть сеньории Динан. До 1264 года скончалась и сама Маргарита, передав сыну часть сеньории Майенн и Бекерель в Динане. Другая часть сеньории досталась двум другим сестрам Маргариты, также наследница Жюля II. Часть сеньории Динан в 1246 году досталась Алену от его жены Клеменции де Бофор, чья мать Хависа была наследницей северной части сеньории. Получение наследства от его матери и приданого его жены привело к объединению двух частей Динана, разделенных в 1123 году.
В 1264 году, Ален продал все свои земли в Бретани, в том числе Северный Динан и Бекерель в Динане, герцогу Бретани Жану I за ничтожную сумму в 16000 ливров. Вскоре Ален II скончался. Затем его отец Анри II занялся от имени своего внука, Анри III, действиями по аннулированию сделки с герцогом до суда короля в Париже. Этот процесс продолжался частично и после его смерти, когда Анри III урегулировал отношения с герцогом Бретани и возвратил часть потерянных земель его отца.
Скорее всего, Ален II основал монастырь Кордилье в Динане, а не его отец Анри II, где он был впоследствии похоронен. Ален II был мертв или покинул Бретань вместе со своей второй женой, так как после 1268 года о нём не сохранилось никаких упоминаний.

## Брак и дети
1-я жена с 1246: Клеменция де Бофор, дочь Алена де Бофора и Хависы де Динан, наследница северной части сеньории Динан. Дети:
- Анри III (ум. 1331), сеньор де Гоэль и д'Авогур
- Жанна (ум. 1299, похоронена в монастыре Кордилье в Динане)

2-я жена: Мария де Бомон, дочь Гильома де Бомон, графа де Казерта в Неаполе и вдова Жана де Клермон.